# Challenger de Zug 2022
El torneo Zug Open 2022 fue un torneo de tenis perteneció al ATP Challenger Tour 2022 en la categoría Challenger 125. Se trató de la 1.ª edición, el torneo tuvo lugar en la ciudad de Zug (Suiza), desde el 25 de julio hasta el 31 de julio de 2022 sobre pista de tierra batida al aire libre.

## Jugadores participantes del cuadro de individuales
| Favorito | País                       | Jugador               | Rank1 | Posición en el torneo |
| -------- | -------------------------- | --------------------- | ----- | --------------------- |
| 1        | Bandera de Suiza           | Marc-Andrea Hüsler    | 99    | Semifinales           |
| 2        | Bandera de Argentina       | Juan Manuel Cerúndolo | 110   | Baja                  |
| 3        | Bandera de Alemania        | Jan-Lennard Struff    | 122   | Segunda ronda         |
| 4        | Bandera de Argentina       | Facundo Mena          | 130   | Primera ronda         |
| 5        | Bandera de República Checa | Zdeněk Kolář          | 137   | Primera ronda         |
| 6        | Bandera de Italia          | Gianluca Mager        | 141   | Primera ronda         |
| 7        | Bandera de Alemania        | Mats Moraing          | 142   | Primera ronda         |
| 8        | Bandera de Brasil          | Felipe Meligeni Alves | 144   | Primera ronda         |

- 1 Se ha tomado en cuenta el ranking del 18 de julio de 2022.

### Otros participantes
Los siguientes jugadores recibieron una invitación (wild card), por lo tanto ingresan directamente al cuadro principal (WC):
- Kilian Feldbausch
- Jérôme Kym
- Johan Nikles

Los siguientes jugadores ingresan al cuadro principal tras disputar el cuadro clasificatorio (Q):
- Ugo Blanchet
- Kimmer Coppejans
- Viktor Durasovic
- Lorenzo Giustino
- Ernests Gulbis
- Maximilian Neuchrist

## Campeones

### Individual Masculino
- Dominic Stricker derrotó en la final a  Ernests Gulbis, 5–7, 6–1, 6–3

### Dobles Masculino
- Zdeněk Kolář /  Adam Pavlásek derrotaron en la final a  Karol Drzewiecki /  Patrik Niklas-Salminen, 6–3, 7–5